# Grande Sinagoga d'Europa
La Grande Sinagoga d'Europa, in passato nota come Grande Sinagoga di Bruxelles, è la sinagoga principale di Bruxelles.
L'edificio fu progettato nel 1875 in stile romanico-bizantino dall'architetto Désiré De Keyser ed ultimato nel 1878. 
La sinagoga è sopravvissuta all'Olocausto in cui morirono 25.000 ebrei belgi e nel giorno di Rosh haShana, il 18 settembre 1982, è stata attaccata da un uomo con un mitragliatore, che ha ferito gravemente quattro persone. L'attacco è stato in seguito attribuito ad Abu Nidal.
Il 4 giugno 2008 la sinagoga è stata consacrata come "Grande Sinagoga d'Europa" dal presidente della Commissione Europea José Manuel Barroso e da due dei principali rabbini europei che hanno firmato un documento di dedicazione, con lo scopo di renderla un punto di riferimento per l'ebraismo in Europa, così come è la Basilica di San Pietro per i cattolici romani.